# Benjamín Jesús Mosco
Benjamín Jesús Mosco Méndez es un jugador de fútbol, fútbol playa y fútbol sala mexicano. 
Debutó en el equipo Pumas Morelos el sábado 5 de agosto de 2016 contra Zacatepec F.C. 

## Participaciones en Torneos de Primera División
| Torneo        | Equipo                    | Partidos | Goles |
| ------------- | ------------------------- | -------- | ----- |
| Apertura 2006 | Pumas Morelos             | 15       | 0     |
| Clausura 2007 | Pumas Morelos             | 7        | 0     |
| Apertura 2007 | Pumas Morelos             | 15       | 0     |
| Clausura 2008 | Pumas Morelos             | 13       | 0     |
| Apertura 2008 | Correcaminos de la U.A.T. | 8        | 0     |
| Clausura 2009 | Correcaminos de la U.A.T. | 6        | 0     |

## Participaciones en Copas del Mundo de Playa
| Mundial                                | Sede   | Resultado        | Partidos | Goles |
| -------------------------------------- | ------ | ---------------- | -------- | ----- |
| Copa Mundial de Fútbol Playa FIFA 2011 | Italia | Cuartos de final | 4        | 0     |

## Participaciones en Copas del Mundo de fútbol sala
| Mundial                                           | Sede      | Resultado    | Partidos | Goles |
| ------------------------------------------------- | --------- | ------------ | -------- | ----- |
| Campeonato Mundial de fútbol sala de la FIFA 2012 | Tailandia | Primera fase | 3        | 0     |

## Participaciones en Campeonato de Fútbol Playa de Concacaf
| Copa                                           | Sede    | Resultado    | Partidos | Goles |
| ---------------------------------------------- | ------- | ------------ | -------- | ----- |
| Campeonato de Fútbol Playa de Concacaf de 2010 | México  | Campeón      | 5        | 0     |
| Campeonato de Fútbol Playa de Concacaf de 2013 | Bahamas | Tercer lugar | 4        | 0     |